# ويليام روبرت جونسون
ويليام روبرت جونسون (بالإنجليزية: William Robert Johnson)‏ هو كاهن كاثوليكي أمريكي، ولد في 19 نوفمبر 1918 في تونوباه في الولايات المتحدة، وتوفي في 28 يوليو 1986 في أورانج في الولايات المتحدة.